# Blažena Djevica Marija od Krunice
Blažena Djevica Marija od Krunice (Beatae Mariae Virginis a Rosario), Kraljica Svete Krunice (lat. Regina Sancti Rosarii) ili Gospa od Ružarija (Rožarija) pobožni su naslovi i ujedno imena spomendana Blažene Djevice Marije (Memoria/Festum Beatae Mariae Virginis a Rosario) koji se u Katoličkoj Crkvi i Antiohijskoj patrijarhiji obilježava 7. listopada. Ustanovljen je u 16. stoljeću nakon pobjede Svete lige nad osmanskom mornaricom u Lepatnskoj bitci 1571., čiji je uspješan ishod pripisan molitvi Gospine krunice na poziv pape Pia V. Spomendan je dio Listopadskih pobožnosti.
Spomendan je izvorno uspostavio Pio V. pod imenom Gospa od Pobjede (Festum Sanctae Mariae de Victoria), a 1573. Grgur XIII. pod današnjim imenom, ali na prvu nedjelju u listopadu. Spomendan je u Opći rimski kalendar uveden 1716. na molbu Eugena Savojskog. Od 1913. slavi se na današnji nadnevak, 7. listopada. U njemačkim je krajevima slavlje poznato kao Rosenkranzfest.
»Kraljice svete krunice« ujedno je i zaziv u Lauretanskim litanijama, kao i ime hrvatske liturgijske pjesme.